# Айрапетян, Лоран
Лоран Айрапетян (фр. Laurent Haïrabetian, арм. Լորան Հայրապետյան, родился 2 января 1970 года в Анген-ле-Бен) — французский и армянский регбист, выступавший на позиции фланкера.

## Биография
Воспитанник школы клуба «Плезир». Выступал за многие французские клубы, начиная с игр за «Расинг» и «Стад Бордле». Наибольшую славу ему принесло выступление за «Стад Франсе», с которым в сезоне 1997/1998 Айрапетян стал чемпионом Франции. В сентябре 1996 года был признан лучшим игроком месяца в чемпионате Франции и получил приз «Оскар» от журнала Midi Olympique. Позже играл за «Дакс», «Ажен», «Тарб» и «Бордо-Бегль Жиронд». Карьеру завершал в Федераль 1 в играх за «Марсель Витроль» и «Шамбери».
Айрапетян привлекался в сборные Франции разных категорий, в том числе во вторую команду, но за первую не выступал. 6 ноября 1996 года провёл первый матч за клуб «Барбарианс Франсез» против команды Кембриджского университета (победа 76:41). В 2004—2009 годах играл за сборную исторической родины (Армению), при этом армянским языком не владел.
Позже занялся тренерской карьерой и даже тренировал армянскую сборную, заняв этот пост в 2009 году. В настоящее время занимается бизнесом: в 2019 году основал компанию Ireine в Дижоне по производству электросамокатов.

## Достижения

### Клубные
- Чемпион Франции: 1997/1998 (Стад Франсе)
- Победитель Группы B чемпионата Франции: 1996 (Стад Франсе)
- Победитель Про Д2: 2002/2003[фр.] (Тарб)

### В сборной
- Победитель группы C чемпионата Европы 2004: сборная Армении
- Победитель группы B чемпионата Европы 2006: сборная Армении